# AMX LLC
AMX LLC, comúnmente conocido como AMX, es un fabricante de dispositivos de control audiovisual.

## Generalidades
AMX diseña y fabrica hardware y software capaz de controlar de forma remota una amplia variedad de equipamiento audiovisual.
Fundada en 1982, y adquirida por HARMAN en 2014, está integrada dentro de la división profesional de HARMAN, que también posee las marcas AKG® Acoustics, BSS Audio®, Crown®, dbx®, JBL® Professional, Lexicon®, Soundcraft®, Studer® y Martin® lighting.
Los usos más comunes incluyen automatización de salas de reuniones, salas de control, hoteles, restaurantes, auditorios, teatros, museos o casas, donde los usuarios disponen de interfaces de usuario en forma de pantallas táctiles alámbricas o inalámbricas, botoneras o mandos a distancia para controlar dispositivos como proyectores, monitores, PCs, reproductores/grabadores de DVD, cámaras, sistemas de videoconferencia, matrices de video/audio, procesadores de audio, pantallas de proyección, luces, sistemas de calefacción y una larga variedad de tipos de equipamiento.
Estas interfaces de usuario están conectadas a un controlador central, el cual es programable mediante el lenguaje propietario de programación NetLinx, cuyo IDE, llamado NetLinx Studio, es suministrado por AMX y permite editar, compilar y enviar código a los controladores NetLinx. NetLinx también provee de una interfaz para poder usar módulos basados en Java. Para el diseño de paneles se usa la aplicación Touch Panel Design 4, que permite la creación de la interfaz de usuario que funcionará sobre los paneles táctiles.

## Componentes de un sistema AMX
Un sistema AMX típico consiste en los siguientes elementos:
- Master - El procesador central de un sistema AMX. Los comandos son enviados al procesador a través de los dispositivos interfaz, y la master ejecuta el código NetLinx escrito por el programador para enviar la orden al controlador.

- Controlador/Cofre de tarjetas - El punto de acción del sistema AMX. Los comandos son enviados a ellos a través de la master y el controlador/cofre de tarjetas envía los comandos a los dispositivos externos. Un controlador contiene varios dispositivos fijos como relés, puertos emisores de infrarrojos, puertos I/O, y puertos RS232/422/485. Un cofre de tarjetas es como un controlador vacío, en el cual añadimos cualquier combinación de puertos, relés y otros dispositivos.

- Dispositivo de Entrada - Envía comandos a la master y recibe respuesta de la misma y de otros dispositivos externos bajo control. Los dispositivos de entrada pueden ser pantallas táctiles directamente conectadas al controlador o mediante comunicación Wireless como WiFi, RF o ZigBee, o botoneras, o bien teléfonos inteligentes y tablet PC a través de aplicaciones para iOS y Android como Touch Panel Control.[2]

- Dispositivos controlables - Son los dispositivos que controlamos a través de la unidad central y de las órdenes programadas en él. Son dispositivos como matrices, reproductores de DVD, Proyectores, Sistemas de iluminación, procesadores de audio, pantallas de proyección, etc.

## Productos
- Pantallas táctiles
- Controladores
- Botoneras
- Matrices
- Servidores de Contenido
- Cartelería digital
- Dispositivos de Red
- Mandos a Distancia